# Tony Delk
Tony Lorenzo Delk (* 28. Januar 1974 in Covington, Tipton County, Tennessee) ist ein ehemaliger US-amerikanischer Basketballspieler, der von 1996 bis 2006 in der NBA aktiv war. Delk ist 1,88 Meter groß wurde auf beiden Guard-Positionen eingesetzt.

## Spielerkarriere

### College
Seine Karriere begann Delk bei der University of Kentucky, wo er für die Wildcats spielte. Er machte schnell auf sich aufmerksam und konnte eine Reihe von Auszeichnungen sammeln. So wurde Delk unter anderem von den College-Trainern in das All-SEC 2nd Team und von der Presse in das All-SEC 3rd Team gewählt. 
Während der Saison 1994/95 schaffte Delk schließlich bei den Wahlen den Sprung in das All-SEC 1st Team und wurde als NCAA Basketball Tournament Most Outstanding Player ausgezeichnet.

### NBA
Im NBA-Draft 1996 wurde Delk an 16. Stelle von den Charlotte Hornets ausgewählt. Sein NBA-Debüt gab er am 3. November 1996 bei einem Spiel gegen die New York Knicks, in dem er 14 Punkte erzielte. Bei den Hornets stand er bis November 1997 unter Vertrag, als er zusammen mit Muggsy Bogues im Tausch gegen B. J. Armstrong zu den Golden State Warriors transferiert wurde. Er blieb zwei Jahre beim Team aus Oakland, bevor er zu den Sacramento Kings wechselte. 
Nach nur einer Saison bei den Kings unterschrieb Delk einen Vertrag bei den Phoenix Suns. Dort schaffte er am 2. Januar 2001 seine bisherige persönliche Bestmarke für erzielte Punkte. Bei einem Spiel gegen seine frühere Mannschaft Sacramento Kings, welches in der Verlängerung entschieden wurde, erzielte Delk 53 Punkte und hatte dabei 20 von 27 Treffer aus dem Feld. Ebenfalls in diesem Spiel erzielte er seine persönliche Bestmarke von 13 Assists. 
Nach seinem Aufenthalt bei den Suns wechselte Delk zu den Boston Celtics, wo er für zwei Jahre blieb. Nach weiteren Stationen bei den Dallas Mavericks, Atlanta Hawks und Detroit Pistons wechselte Delk erstmals ins Ausland und unterschrieb einen Einjahresvertrag mit Option auf ein weiteres Jahr beim griechischen Rekordmeister Panathinaikos Athen, wo er 2007 die einzigen Titel seiner Karriere gewinnen konnte.
In seiner gesamten NBA-Karriere kam Delk auf einen Schnitt von 9,1 Punkten und 21,5 Minuten Einsatz pro Partie.

## Trainerkarriere
Nach seiner aktiven Spielerzeit übernahm Delk 2009 den Assistenztrainerposten bei seiner ehemaligen College-Mannschaft, den Kentucky Wildcats. Von 2011 bis 2013 war er Co-Trainer beim College-Team New Mexico State Aggies.

## Titel und Auszeichnungen
- Griechischer Meister: 2007
- Griechischer Pokalsieger: 2007
- EuroLeague: 2007

- All-SEC 1st Team: 1995, 1996
- All-SEC 2nd Team: 1994
- NCAA Basketball Tournament Most Outstanding Player: 1996